# Balsas (Maranhão)
Balsas, amtlich portugiesisch Município de Balsas, ist eine brasilianische Gemeinde im Süden des Bundesstaates Maranhão. Die Bevölkerungszahl wurde zum 1. Juli 2019 auf 94.887 Einwohner geschätzt, die auf einer großen Gemeindefläche von rund 13.141,8 km² leben und Balsenser (balsenses) genannt werden. Rechnerisch ergibt sich eine Bevölkerungsdichte von 6,4 Personen pro km². Sie liegt am Rio Balsas, der ab hier schiffbar ist.
Die Entfernung zur Hauptstadt São Luís beträgt 810 km. Sie gehört zu der geographisch-geostatistischen Großregion MATOPIBA, die sich aus Teilen der Bundesstaaten Maranhão, Tocantins, Piauí und Bahia zusammensetzt, die zur Região Nordeste gehören. Die Gemeinde ist allein zuständig für eine Fläche von vergleichsweise 90 % von Schleswig-Holstein.
Sie ist Sitz des Bistums Balsas und Standort des Centro de Estudos Superiores de Balsas (CESBA) der Universidade Estadual do Maranhão (UEMA), die Universidade Federal do Maranhão (UFMA) unterhält in Balsas einen Campus.

## Geographie
Umliegende Gemeinden sind Riachão, São Raimundo das Mangabeiras, Fortaleza dos Nogueiras, Tasso Fragoso, Alto Parnaíba, Nova Colinas, Sambaíba und Carolina. Das Biom ist vorwiegend Cerrado.
Die Gemeinde hat tropisches Klima, Aw nach der Klimaklassifikation nach Köppen und Geiger. Die Durchschnittstemperatur ist 26,4 °C. Die durchschnittliche Niederschlagsmenge liegt bei 1190 mm im Jahr. Der Südsommer hat deutlich mehr Niederschlag als der Südwinter.

## Durchschnittseinkommen und Lebensstandard
Das monatliche Durchschnittseinkommen betrug 2017 den Faktor 2,0 des brasilianischen Mindestlohns (Salário mínimo) von R$ 880,00 (umgerechnet für 2019: rund 390 €). Der Index der menschlichen Entwicklung (HDI) ist mit 0,687 für 2010 als mittel eingestuft. 2017 waren 18.290 Personen oder 19,3 % der Bevölkerung als im Arbeitsverhältnis stehend gemeldet, 40 % der Bevölkerung hatte ein Einkommen von der Hälfte des Minimallohns. Im Oktober 2019 erhielten 8402 Familien oder rund 30 % der vom IBGE als arm eingestuften Familien Unterstützung durch das Programm Bolsa Família.
Das Bruttosozialprodukt pro Kopf betrug 2016 rund 25.592 R$, das Bruttosozialprodukt der Gemeinde belief sich auf rund 2393,2 Mio. R$.

## Ethnische Zusammensetzung
Ethnische Gruppen von Balsas nach der statistischen Einteilung des IBGE (Stand 2000 mit 60.163 Einwohnern, Stand 2010 mit 83.528 Einwohnern): Von diesen lebten 2010 72.771 Einwohner (rund 87,1 %) im städtischen Bereich und 10.757 (rund 12,9 %) in dem weiten, landwirtschaftlich erschlossenen Territorium.
| Gruppe      | Anteil 2000 | Anteil 2010 | Anmerkung                        |
| ----------- | ----------- | ----------- | -------------------------------- |
| Pardos      | 36.298      | ▲ 56.557    | Mischrassige, Mulatten, Mestizen |
| Brancos     | 16.714      | ▲ 18.414    | Weiße, Nachfahren von Europäern  |
| Pretos      | 6.220       | ▲ 6.835     | Schwarze                         |
| Amarelos    | 129         | ▲ 1.624     | Asiaten                          |
| Indígenas   | 446         | ▼ 98        | indigene Bevölkerung             |
| ohne Angabe | 357         | –           |                                  |

## Analphabetenquote
Balsas hatte 1991 eine Analphabetenquote von 40,4 %, die sich bei der Volkszählung 2010 bereits auf 17,5 % reduziert hatte.

## Medien
Über Balsas und Umgebung berichten die Zeitungen Diário de Balsas und Folha do Cerrado.